# Sébastien Courcelle
Pour les articles homonymes, voir Courcelle.
Ne doit pas être confondu avec son frère, conseiller général de la Haute-Saône, Jules Courcelle.
Sébastien Courcelle, né le 6 juillet 1815 à Vesoul et mort à Paris le 8 juin 1903, est un homme politique français, député de la Haute-Saône du 8 août 1871 au 7 mars 1876.

## Biographie
Il est le fils de Nicolas Courcelle (1770-1836), garde-magasin des vivres, puis négociant puis banquier à Vesoul (70), conseiller municipal et général, et d'Anne-Marie Martin (1785-1857).
Il est banquier à Vesoul et, otage pendant la guerre de 1870-1871, il est conduit à Brême avec huit autres Vésuliens et Habert, le sous-préfet de Lure . 
Contrairement à ce qu'indique la base Sycomore, qui le confond avec son frère Jules Courcelle, il est député de la Haute-Saône,, inscrit à la réunion Feray, qui regroupe les républicains conservateurs, il siège au centre droit.
En janvier 1899, il signe le manifeste de la Ligue de la patrie française.
Il est enterré au cimetière de Vesoul.